# 质谱法历史

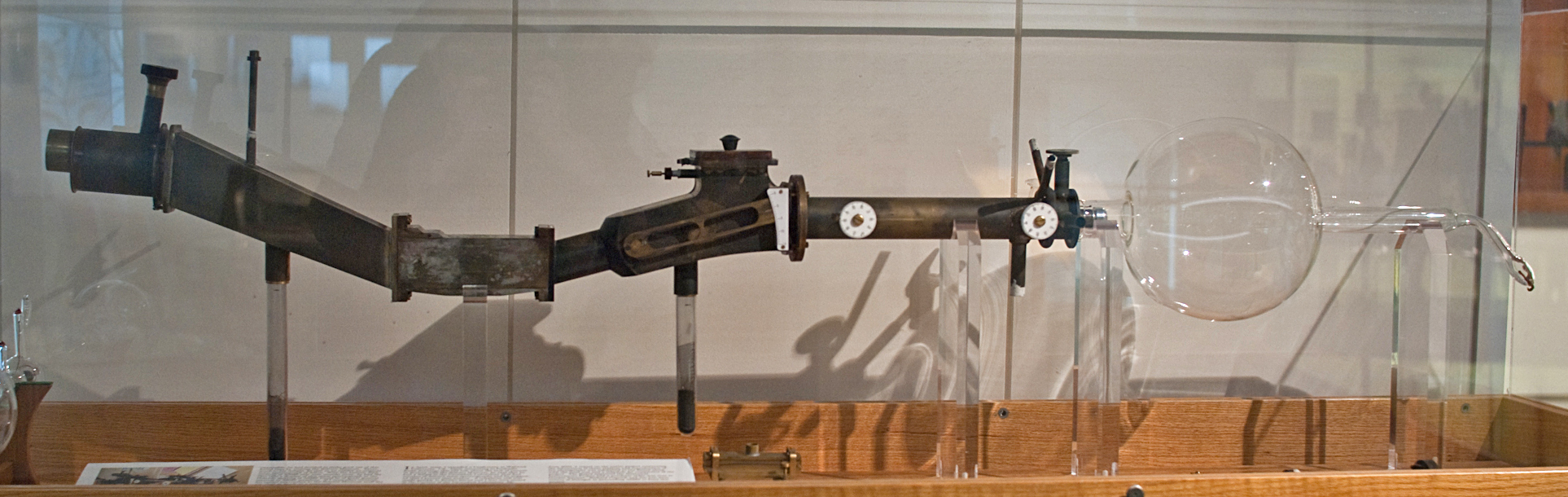
弗朗西斯·阿斯顿的第三代質譜儀複製品.

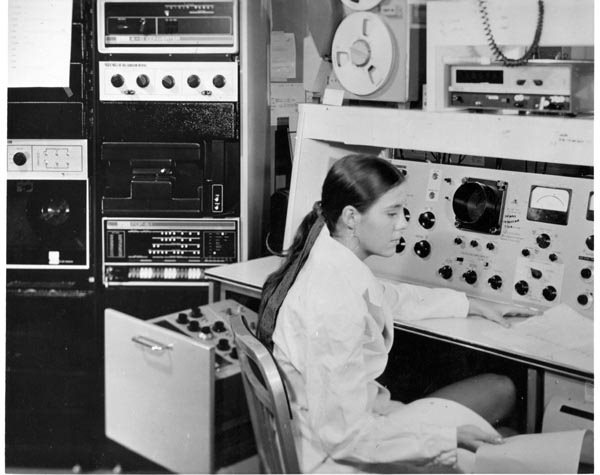
1975年於美國國家衛生院使用的質譜儀

質譜法歷史最早始于物質性質的物理和化學研究。19世紀中葉對氣體放電的研究導致發現了陽極和陰極射線，結果證明它們是離子和電子。 提高分離這些正離子的能力而發現元素的同位素。第一個發現是氖元素，質譜證明它至少有兩種穩定同位素: 20氖（10個質子、10個中子）以及22氖 （10個質子、12個中子）。在曼哈頓計劃中，質譜儀亦曾用於分離製造核武器所需的鈾同位素。

## 發展

### 普洛特假說
普洛特假說是 19 世紀前期試圖利用原子的內部結構來解釋化學元素的性質。1815 年，英國化學家威廉·普洛特觀察到已測量的原子量是氫原子量的整數倍。 普朗克假說在整個 1820 年代於化學領域仍具影響力。 然而，對原子量的更仔細測量，如1828年永斯·贝采利乌斯或1832年Edward Turner在1832年似乎反駁了它。特別是氯的原子量是氫的 35.45 倍，當時無法用普朗克假說來解釋。 解決這個問題需要大半個世紀的時間。

### 陽極射線

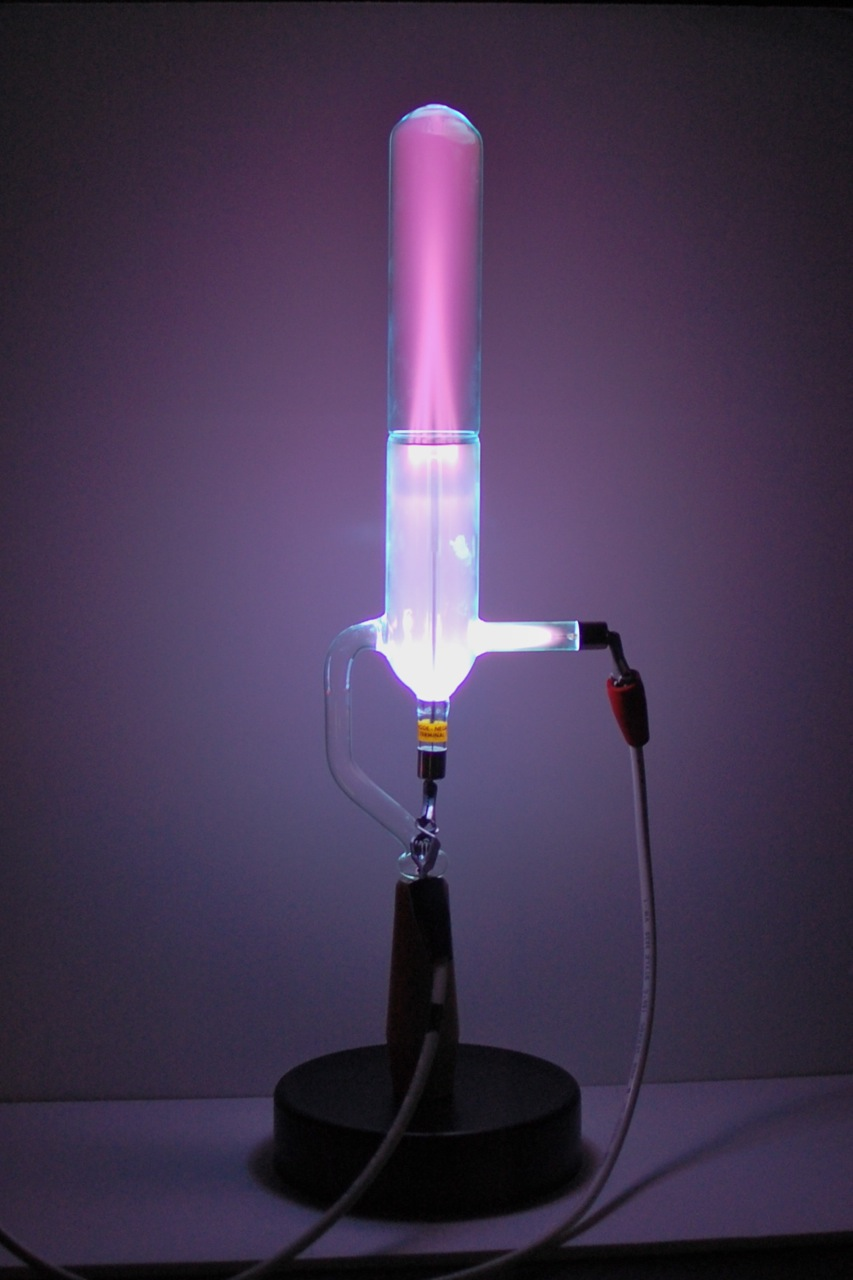
陽極射線管

19 世紀中葉，尤利乌斯·普吕克研究了真空管中發出的光以及磁場對輝光的影響。 後來，在1869年，约翰·威廉·希托夫研究了從負極（陰極）延伸出能量射線的真空管。這些射線在撞擊管子的玻璃壁時會產生螢光，當被固體物體屏蔽時，它們會投出陰影。
欧根·戈尔德斯坦於1886年觀察到陽極射線。戈尔德斯坦使用具有穿孔陰極的氣體放電管。 射線在陰極的孔（通道）中產生，並以與“陰極射線”相反的方向傳遞即電子流。戈尔德斯坦將這些正射線稱為“Kanalstrahlen”——陽極射線。

### 同位素的發現

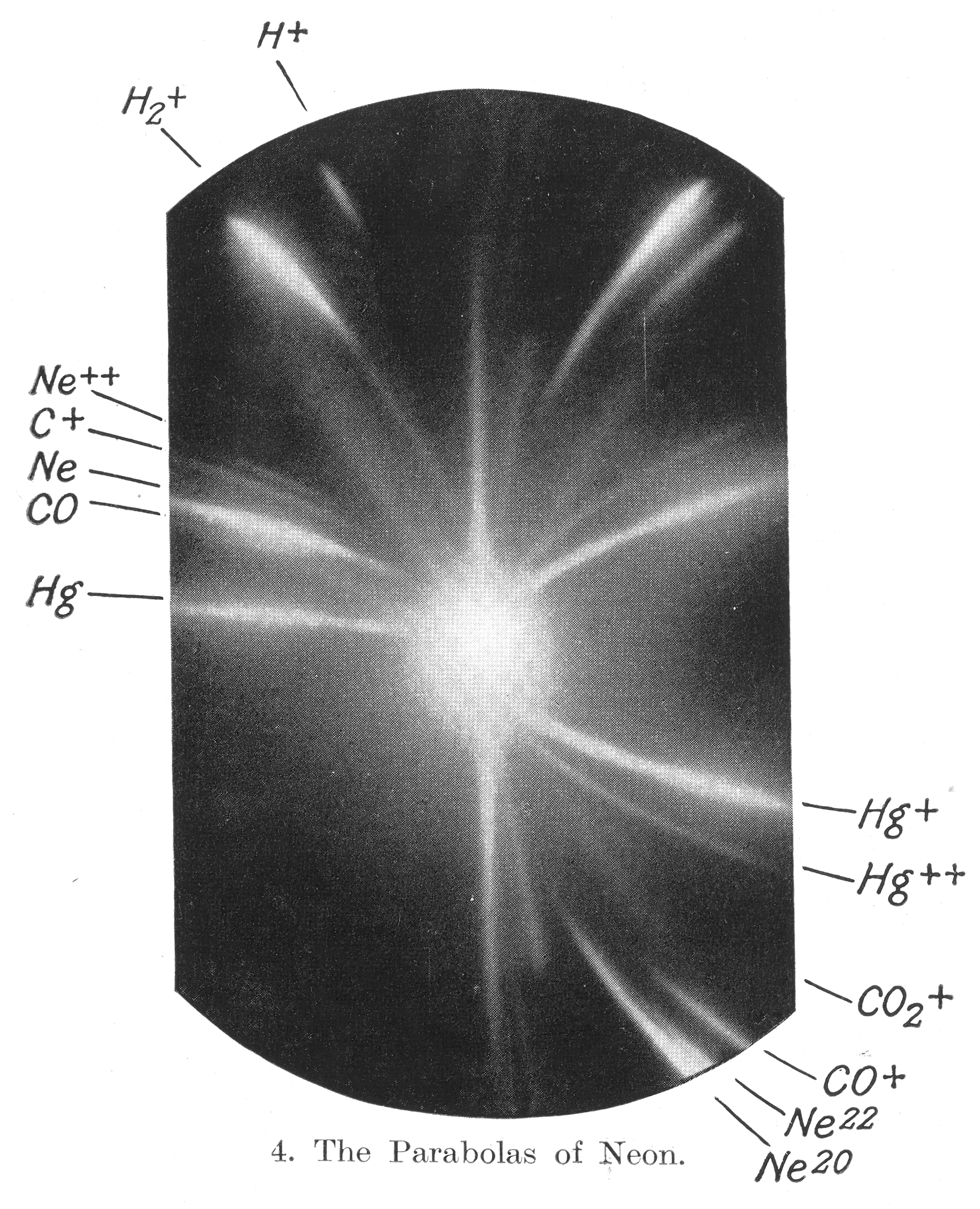
右下角是氖的兩種同位素：氖-20 和氖-22。

1913 年，作為探索陽極射線組成的一部分，约瑟夫·汤姆孙將電離的氖氣流引導通過磁場和電場，並使其通過在路徑中的一個底片來測量偏轉狀況。汤姆孙在底片上觀察到兩塊光斑（見左圖），這表明了兩條不同的偏轉拋物線。汤姆孙得出結論，氖氣由兩種不同原子質量的原子組成（氖-20 和氖-22）。
汤姆孙的學生弗朗西斯·阿斯顿  繼續在劍橋的卡文迪許實驗室進行研究，並在 1919 年報導了第一台全功能質譜儀。他識別了氯（35 和 37）、溴（79 和 81）和氪（78、80、82、83、84 和 86）的同位素，證明這些天然存在的元素是由同位素組合組成的。在質譜儀中使用電磁聚焦使他能夠迅速識別出287種天然同位素中的不少於212種。1921年，弗朗西斯·阿斯顿成為英國皇家學會會員，並於次年獲得諾貝爾化學獎。
他在同位素方面的工作也導致他制定了整數規則，該規則指出“氧同位素的質量被定義為16，所有其他同位素的質量都非常接近整數”，該規則被使用於發展核能。而測量了許多同位素的精確質量，使氫的質量比其他元素的平均質量預期的質量高 1 %。阿斯顿在1936年推測了亞原子能及其用途。
1918 年，Arthur Jeffrey Dempster  發表了他的質譜儀，確立了至今仍在使用的質譜儀的基本理論和設計。 Dempster 在其職業生涯中的研究圍繞在質譜儀及其應用，導致他在 1935 年發現了鈾同位素235U。 這種同位素引起迅速擴大的核分裂與核連鎖反應的能力使原子彈和核能得以發展。
1932 年，Kenneth Bainbridge開發了一種質譜儀，其分辨率為 600，相對精度為萬分之一。 他用這台儀器驗證了質量守恆，E = mc2。

### 曼哈頓計畫

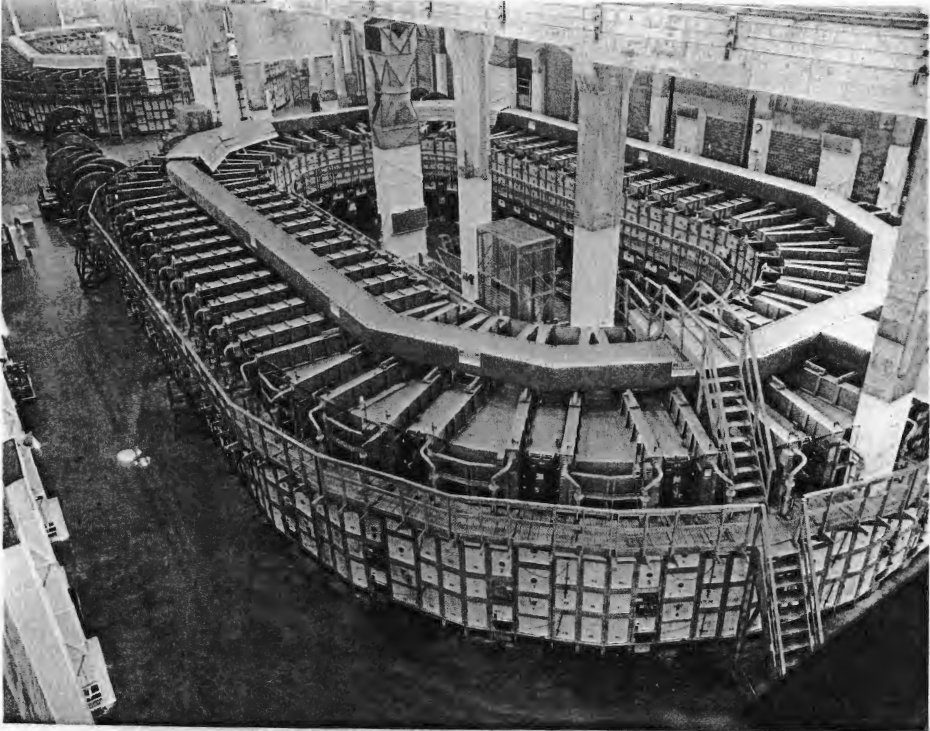
1945年 於Oak Ridge, TennesseeY-12 國家安全大樓的Calutron 質譜儀

電磁型同位素分離器 是一種扇形質譜儀，用於分離 欧内斯特·劳伦斯在曼哈頓計劃期間開發的鈾同位素，類似於劳伦斯發明的迴旋加速器。它的名字是Cal和U-tron的串接，向加州大學勞倫斯分校和洛斯阿拉莫斯國家實驗室致敬。 它們在戰爭期間建立的田納西州橡樹嶺Y-12用於工業規模的濃縮鈾，並提供了用於1945年投放到廣島的小男孩原子彈的大部分鈾。

### 氣相層析儀串接質譜儀的發展
Roland Gohlke 和 Fred McLafferty 在 1950 年代開發了在氣相層析儀中使用質譜儀作為檢測器。
以負擔得起的小型計算機之發展有助於簡化該儀器的使用，並大大縮短了分析樣品所需的時間。

### 傅立葉轉換質譜儀
傅立葉轉換離子迴旋共振質譜法由英屬哥倫比亞大學的Alan G. Marshall和Melvin B. Comisarow於 1974 年開發。 其靈感來自早期傳統 ICR 和傅立葉轉換核磁共振 (FT-NMR) 光譜學的發展。

## 軟性電離法

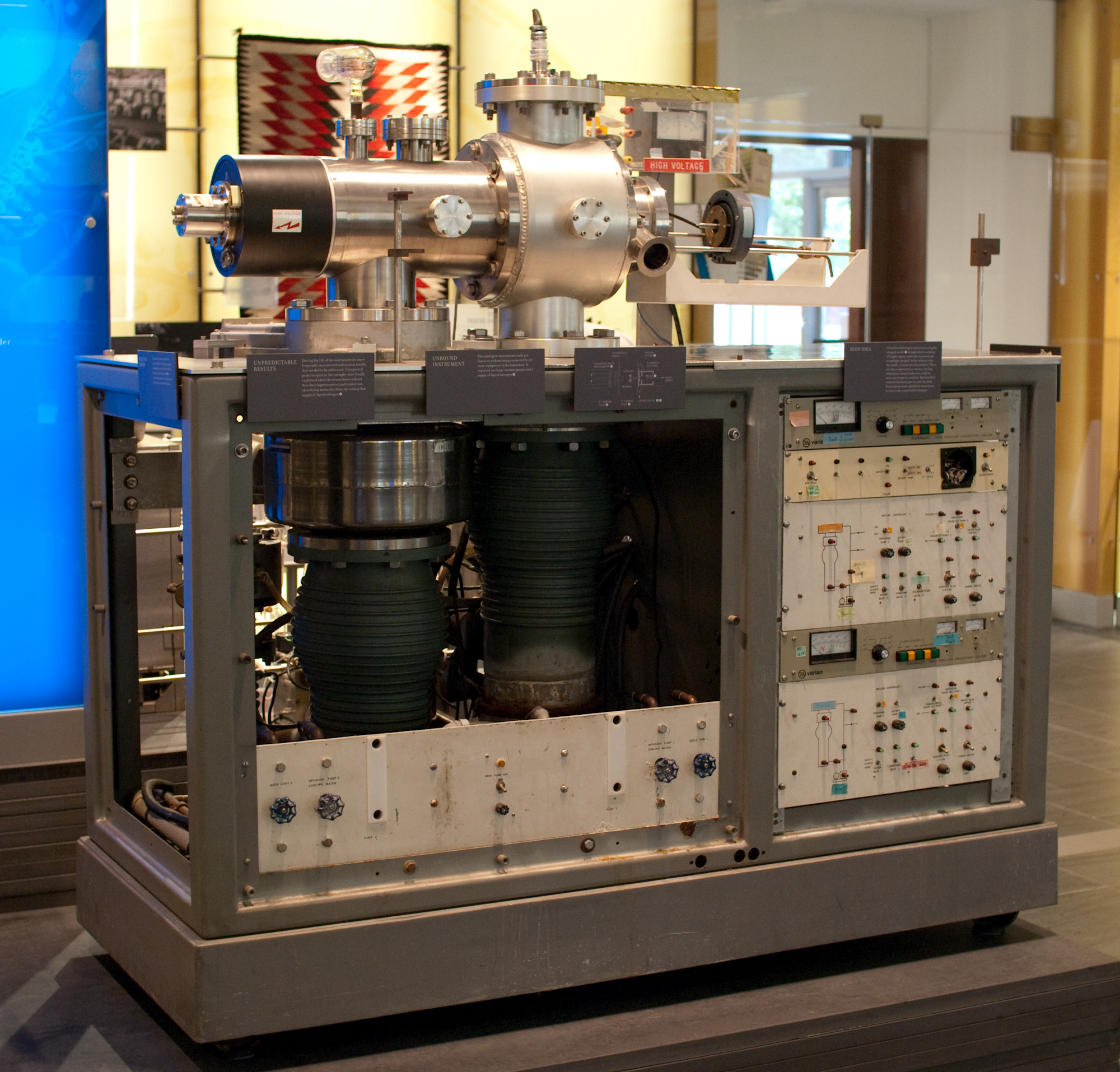
用於 John Fenn 獲得諾貝爾獎的電噴霧電離工作的單四極質譜儀

1969 年，Beckey 首次報導了場解吸電離。 在電場電離中，將高電位電場施加到具有尖銳表面的發射器上，例如刮鬍刀片，或者更常見的是長出微小“晶須”的燈絲。 這會產生一個非常高的電場，其中電子隧穿可以導致氣態分析物分子的電離。 FI 產生的質譜幾乎沒有或沒有碎裂，主要由分子自由基陽離子 M+.。 偶爾質子化分子 {\displaystyle [M+H]^{+}}。
化學電離是在 1960 年代發展起來的。樣品（分析物）的電離是通過其分子與試劑離子的相互作用來實現的。 分析物在離子源碰撞過程中通過離子-分子反應離子化。 該過程可能涉及電子、質子或其他帶電物質在反應物之間的轉移。 這是一個比電子電離能量更低的過程，並且產生的離子例如是質子化分子：[M + H]+。 這些離子通常相對穩定，不會像電子電離產生的離子那樣容易碎裂。
基質輔助激光解吸/電離 (MALDI) 是一種用於質譜分析的軟電離技術，可以分析生物分子（如蛋白質、多肽和糖等生物聚合物）和大有機分子（如聚合物、樹枝狀聚合物和其他大分子），當透過更傳統的電離方法電離時，它們往往會變得脆弱和破碎。它在相對柔軟度和產生的離子方面與電噴霧電離最相似（儘管它產生的多電荷離子要少得多）。該詞於 1985 年由Franz Hillenkamp、Michael Karas和他們的同事首次使用。 這些研究人員發現，如果將氨基酸丙氨酸與色氨酸混合併用脈衝 266 nm 激光照射，則可以更容易地電離丙氨酸。色氨酸能吸收激光能量並輔助不吸收的丙氨酸電離。當與這種“基質”混合時，可以將高達 2843 Da 蜂毒肽的肽離子化。
大分子激光解吸電離的突破出現在1987年，當時岛津制作所的田中耕一和他的同事使用了他們所謂的 “超細金屬加液體基質法”，將甘油中的30nm鈷顆粒與337nm氮結合在一起用於電離的激光。使用這種激光和基質組合，田中耕一能夠電離與 34,472 Da 蛋白羧肽酶-A 一樣大的生物分子。田中耕一獲得了 2002 年諾貝爾化學獎的四分之一，因為他證明，通過激光波長和基質的適當組合，蛋白質可以被電離。 Karas 和 Hillenkamp 隨後能夠使用菸酸基質和 266 nm 激光電離 67 kDa 蛋白白蛋白。  通過使用 355 nm 激光和肉桂酸衍生物阿魏酸、咖啡酸和芥子酸作為基質，實現了進一步的改進。 在 337nm波長下運行的小型且相對便宜的氮激光器的可用性以及1990年代初推出的第一批商業儀器使MALDI吸引了越來越多的研究人員。直到今天，大多數有機物質會使用於 MALDI 質譜。

## 時間軸

### 十九世紀

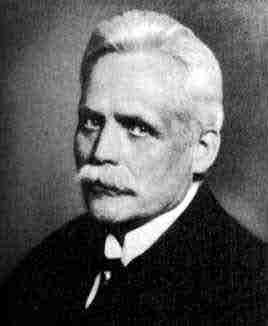
威廉·维恩

1886年
欧根·戈尔德斯坦發現陽極射線.
1898年
威廉·维恩證明陽極射線可以使用強電場和磁場偏轉。 並表示粒子的質荷比具有相反的極性，並且與電子相比要大得多。他還發現到粒子質量類似於氫粒子。
1898年
约瑟夫·汤姆孙測量了電子的質荷比

### 二十世紀

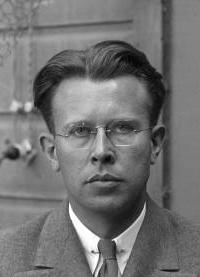
欧内斯特·劳伦斯

1901年
沃尔特·考夫曼 使用質譜儀測量到隨電子增加、相對原子質量會增加.
1905年
约瑟夫·汤姆孙開始他對正射線的研究。
1906年
汤姆孙被授予諾貝爾物理學獎“以表彰他對氣體電離的理論和實驗研究的巨大貢獻”
1913年
汤姆孙能夠分離不同質荷比的粒子。如 20氖及22氖同位素, 他正確分了 m/z = 11 之訊號為 22氖的碎片.
1919年
弗朗西斯·阿斯顿構建了第一台質量分辨能力為130的速度聚焦質譜儀。
1922年
阿斯顿因“通過質譜儀發現了大量非放射性元素中的同位素，並闡明了整數規則”而獲得諾貝爾化學獎。
1931年
欧内斯特·劳伦斯發明了迴旋加速器.
1934年
Josef Mattauch and Richard Herzog發展雙焦式質譜儀。
1936年
Arthur J. Dempster發展了火花游離法
1937年
阿斯顿構建分辨率為 2000 的質譜儀。
1939年
劳伦斯因迴旋加速器獲頒諾貝爾物理學獎.
1942年
劳伦斯發明電磁型同位素分離器Calutron將鈾同位素分離.
1943年
Westinghouse 推銷其質譜儀，並宣稱它是 “一種用於快速、準確氣體分析的新電子方法”
1946年
William Stephens 提出了飛行時間質譜儀。
1954年
A. J. C. Nicholson 提出了一種氫轉移反應，該反應將被稱為麦克拉弗蒂重排反应。
1959年
陶氏化工的研究人員將氣相層析儀連接到質譜儀
1964年
英國質譜學會作為第一個專門的質譜學會成立並於它於 1965 年在倫敦舉行了第一次會議。
1966年
F. H. Field 及 M. S. B. Munson 發展 化學游離法.
1968年
Malcolm Dole 開發了電噴霧電離。
1969年
H. D. Beckey 發展電場解離法.
1974年
Comisarow and Marshall 發展傅立葉轉換離子迴旋共振質譜法.
1976年
Ronald MacFarlane 及其同事發展電漿解離質譜法.
1984年
约翰·贝内特·芬恩和同事用電灑以解離生物分子.
1985年
Franz Hillenkamp, Michael Karas 和同事描述並創造了基質輔助激光解吸/電離 (MALDI)
1987年
田中耕一使用“超細金屬加液體基質法”電離完整蛋白質。
1989年
沃尔夫冈·保罗因“開發離子阱技術”而獲頒諾貝爾物理學獎。
1999年
Alexander Makarov 發表了 軌道阱質譜

### 二十一世紀
2002年
约翰·贝内特·芬恩与田中耕一因“開發用於生物大分子質譜分析的軟解吸電離方法”而獲得諾貝爾化學獎的四分之一。
2005年
軌道阱質譜儀商業化
2008年
美國質譜學會 開始頒發質譜傑出貢獻獎

## 看更多
- 質譜
- 化學史
- 物理史